# Nervo cervicale trasverso
Il nervo cervicale trasverso (o nervo cutaneo trasverso del collo) è un nervo cutaneo che origina dall'ansa cervicale media del plesso cervicale. È costituito da fibre provenienti da C2 e C3.
Il nervo aggira il margine posteriore dello sternocleidomastoideo e decorre orizzontalmente in avanti sulla faccia esterna del muscolo stesso; in corrispondenza del margine anteriore perfora la fascia cervicale superficiale e il muscolo platisma, facendosi superficiale. A questo punto si distribuisce alla cute delle regioni sopraioidea e sottoioidea.